# Anaxibia (hija de Biante)
En la mitología griega Anaxibia (en griego Ἀναξίβια) era una hija de Biante —e implícitamente de Lisipe, hija de Preto—. Se desposó con Pelias, quien le hizo reina de Yolco, y dio a luz a Acasto y a varias muchachas, conocidas como las Pelíades. Estas eran Alcestis, Medusa y Pasídice, o bien Pisídice, Pelopia, Hipótoe y Alcestis.
Como suele suceder con los personajes femeninos consortes de la mitología, su nombre varía de una fuente a otra. Así algunos mencionan a Anaxibia como Alfesibea o incluso como Filómaca, hija de Anfión. Acaso en esta versión sea la hermana de Cloris, esposa de Neleo.